# Bludfire
Bludfire is een nummer van de Nederlandse zangeres Eva Simons uit 2015, in samenwerking met haar toenmalige echtgenoot, de Nederlandse dj Sidney Samson.
Simons en Samson werkten voor dit nummer voor de tweede keer samen. Anderhalf jaar eerder deden ze dat ook al voor het nummer Celebrate the Rain. Bludfire werd een klein hitje in Nederland. Het werd Dancesmash op Radio 538 en haalde de dertigste positie in de Top 40. In Vlaanderen haalde het nummer de negende positie in de Tipparade.